# Ian Hummer
Ian MacDonald Hummer (Vienna, Virginia, 23 de agosto de 1990) es un baloncestista estadounidense que pertenece a la plantilla de los Tasmania JackJumpers de la NBL (Australia). Con 2,01 metros de estatura, juega en la posición de alero. Representa a nivel internacional a Azerbaiyán.

## Trayectoria deportiva

### Universidad
Jugó cuatro temporadas con los Tigers de la Universidad de Princeton, en las que promedió 13,2 puntos, 5,9 rebotes y 2,5 asistencias por partido. Fue incluido en el segundo mejor quinteto de la Ivy League en 2011, y en el primero los dos años posteriores, siendo elegido en 2013 Jugador del Año de la conferencia.

### Profesional
Tras no ser elegido en el Draft de la NBA de 2013, fue invitado por Los Angeles Lakers para disputar las Ligas de Verano. En enero de 2014 fichó por el ratiopharm Ulm de la Basketball bundesliga, donde sólo llegó a disputar doce partidos, en los que promedió 2,2 puntos y 1,5 rebotes.
En agosto de 2014 fichó por el Nilan Bisons Loimaa de la liga finesa, con los que también disputó la VTB United League, promediando en ambas competiciones 14,7 puntos y 7,5 rebotes por partido. Tras quedarse sin equipo al término de la temporada, no fue hasta enero de 2016 cuando fichó por el BG Göttingen alemán, con los que acabó la temporada promediando 14,2 puntos y 6,0 rebotes por partido.
El 24 de noviembre de 2016 fichó por el TED Ankara Kolejliler turco.
El 8 de octubre de 2021, firma por el AEK Atenas B.C. de la A1 Ethniki griega.
El 21 de octubre de 2022 ha firmado con el Galatasaray Nef de la BSL turca.
El 1 de febrero de 2023 regresó a Grecia, firmando con Peristeri BC por el resto de la temporada, en sustitución de Dimitrios Agravanis. En 18 partidos de liga promedió 9,4 puntos, 3,7 rebotes y 1,4 asistencias, jugando alrededor de 21 minutos por partido. El 21 de junio de 2023 llegó a un acuerdo con el club para rescindir su contrato.

## Selección nacional
Representa a nivel internacional a Azerbaiyán desde 2024.

## Vida personal
Es sobrino de John Hummer.